# آرماندو تری ری
آرماندو تری ری (انگلیسی: Armando Tre Re; ۲۲ ژوئن ۱۹۲۲ – 2003 (aged 80-81)) بازیکن فوتبال اهل ایتالیا بود.
از باشگاه‌هایی که در آن بازی کرده‌است می‌توان به باشگاه فوتبال لیورنو، باشگاه فوتبال آ.اس. رم، و باشگاه فوتبال ناپولی اشاره کرد.